# Arif Əsədov
Arif Əsədov (Baku, 18 agosto 1970) è un allenatore di calcio ed ex calciatore azero, di ruolo difensore.

## Carriera

### Club
Ha giocato nella massima serie del campionato sovietico, azero e russo.

### Nazionale
Con la Nazionale azera ha giocato 43 partite senza segnare reti.

## Palmarès

### Giocatore

#### Competizioni nazionali
- Campionato azero: 3

Neftçi Baku: 1992, 1995-1996, 1996-1997
- Coppa dell'Azerbaigian: 3

Neftçi Baku: 1994-1995, 1995-1996, 2001-2002
- Supercoppa dell'Azerbaigian: 1

Neftçi Baku: 1992, 1994

### Allenatore

#### Competizioni nazionali
- Campionato azero: 1

Neftçi Baku: 2010-2011